# Amphiesma beddomei
Amphiesma beddomei е вид змия от семейство Смокообразни (Colubridae).

## Разпространение
Видът е разпространен в Индия (Карнатака, Керала, Махаращра и Тамил Наду).